# Themaheerdt

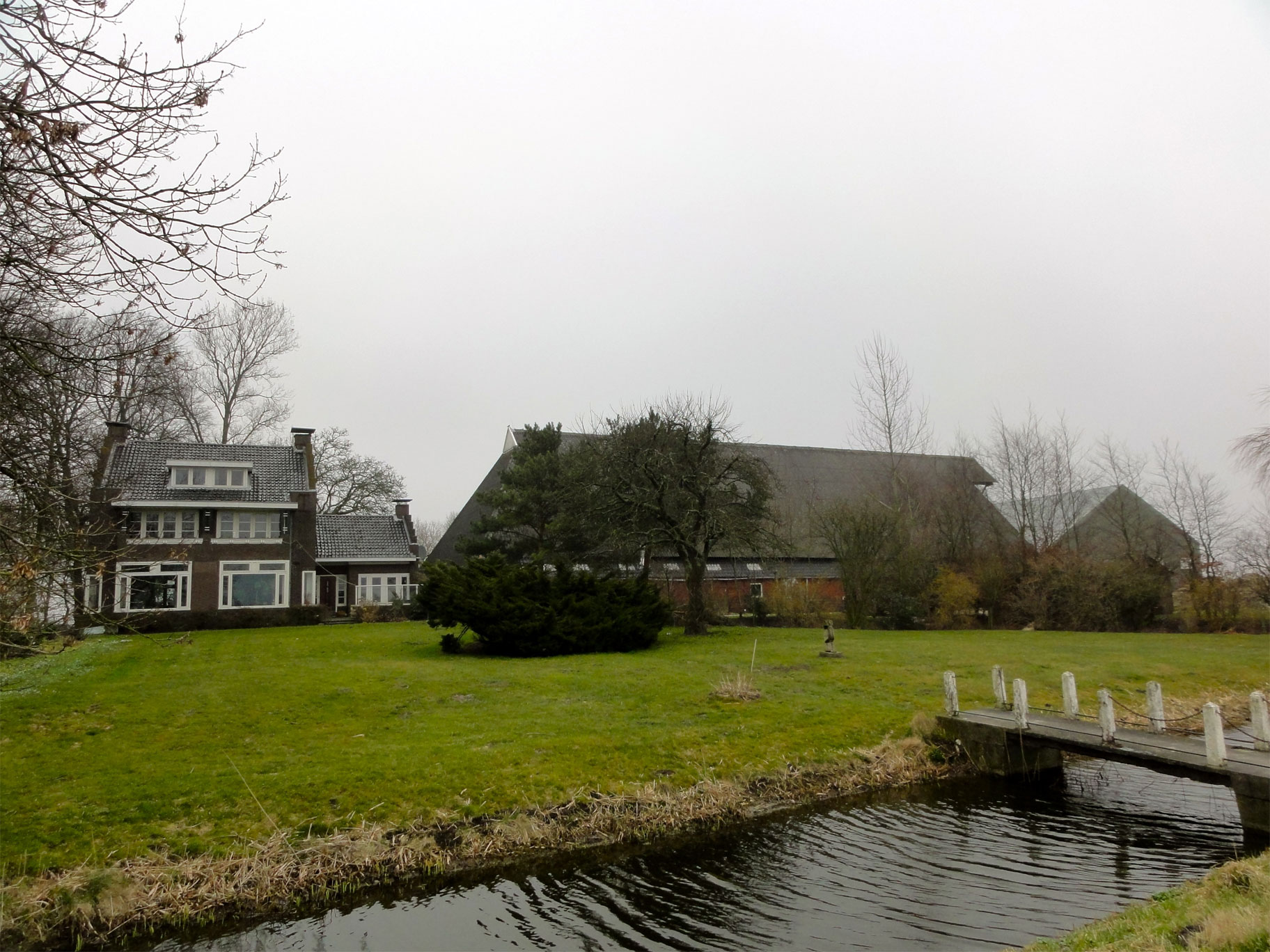
De Themaheerdt aan de Oudedijk in Pieterburen

De Themaheerdt is een monumentale boerderij aan de Oudedijk in Pieterburen in de Nederlandse provincie Groningen.

## Beschrijving
De Themaheerdt is een villaboerderij van het kop-hals-romptype. De boerderij is gebouwd in 1925 door de Leeuwarder architect Piet de Vries. Hij ontwierp de boerderij in de trant van de Amsterdamse School. Het woongedeelte (de kop) aan de westzijde wordt met een lager gedeelte (de hals) de verbonden met de grote boerenschuur (de romp) aan de oostzijde. Kenmerkend voor het woonhuis is het gebruik van baksteen, de geometrische patronen en de symmetrie ervan.
In het interieur zijn veel Art decomotieven verwerkt. De boerderij is onder meer erkend als rijksmonument als voorbeeld van het vroege werk van de architect De Vries en vanwege de gaafheid, de expressieve vormgeving, de karakteristieke ligging en als voorbeeld van de welvaart van de boerenstand in de periode waarin deze boerderij gebouwd werd.
Al voor de bouw van deze boerderij was er sprake op die plaats van een Themaheerdt, waar onder meer Klaas Klaassen Thema, die in 1819 overleed, en zijn schoonzoon Pieter Jannes Torringa boer waren.

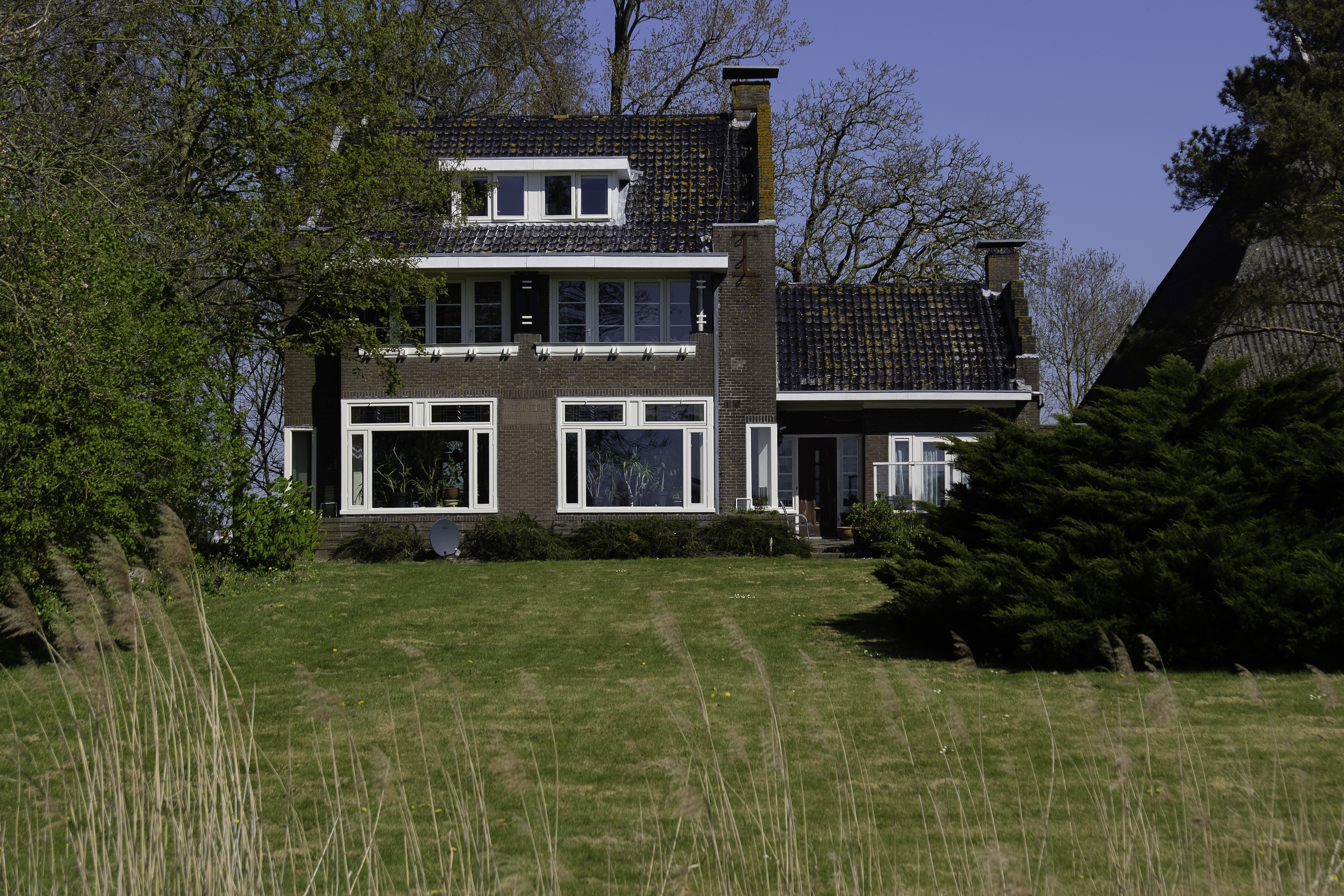
Close-up van het voorhuis